# Кармравор
Церква Кармравор (вірм. Կարմրաւոր Եկեղեցի) — розташована в марзі Арагацотн, Вірменія.
Храм побудований в VII столітті священниками Григорієм та Манасом. Він являє собою невелику будову хрестоподібної форми у візантійському стилі; на даху встановлено восьмикутний барабан.

## Фотогалерея

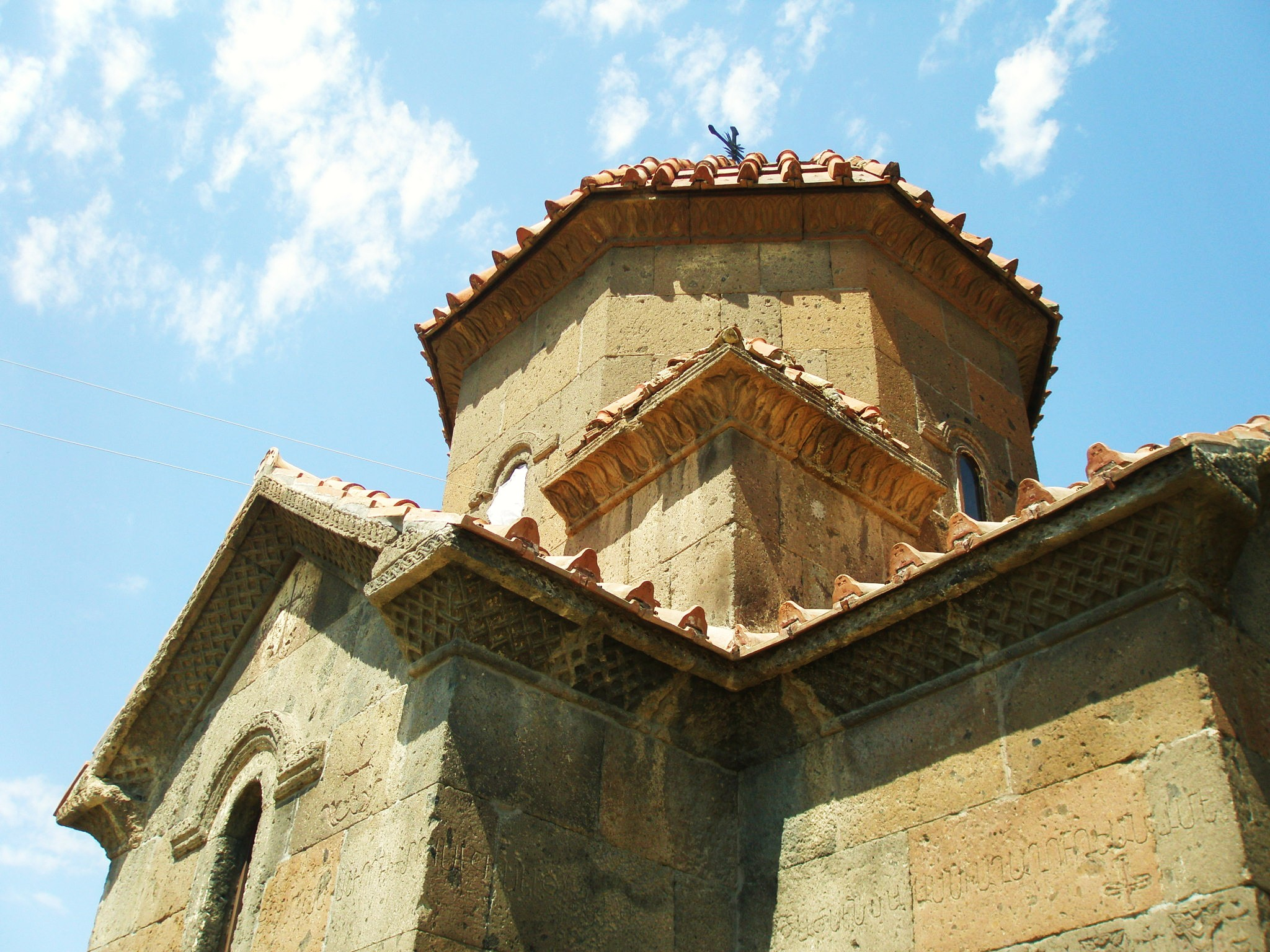
Один з видів церкви
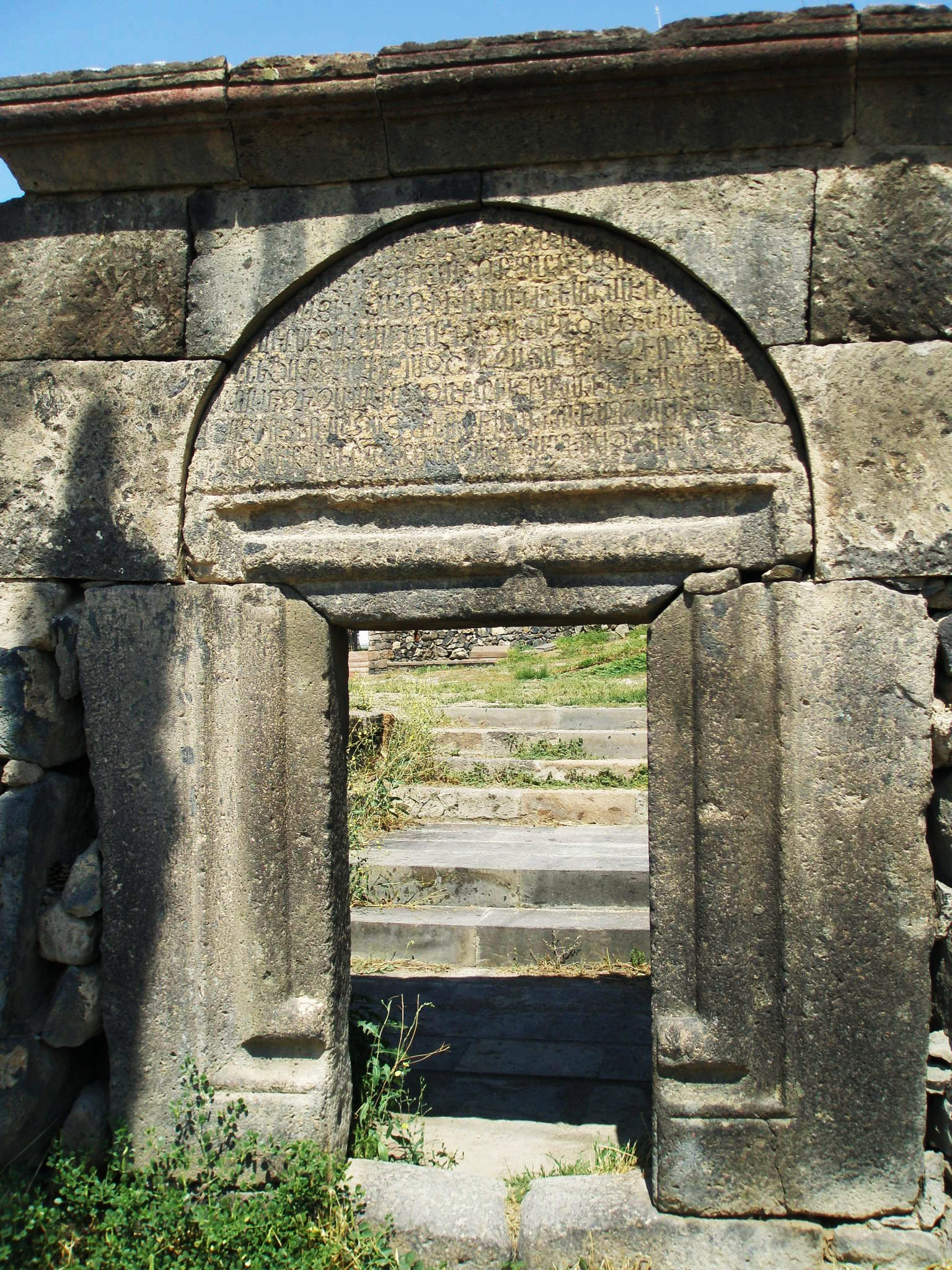
Ворота в стіні